# Đội tuyển bóng đá quốc gia Aruba
Đội tuyển bóng đá quốc gia Aruba là đội tuyển cấp quốc gia của Aruba do Liên đoàn bóng đá Aruba quản lý.

## Thành tích quốc tế

### Giải vô địch bóng đá thế giới
- 1930 đến 1986 - Không tham dự, là một phần của Antille thuộc Hà Lan
- 1990 đến 1994 - Không tham dự
- 1998 đến 2022 - Không vượt qua vòng loại

### Cúp Vàng CONCACAF
- 1991 - Không tham dự
- 1993 - Bỏ cuộc
- 1996 đến 2003 - Không vượt qua vòng loại
- 2005 - Bỏ cuộc
- 2007 - Không tham dự
- 2009 - Không vượt qua vòng loại
- 2011 - Không tham dự
- 2013 đến 2021 - Không vượt qua vòng loại

## Đội hình
Đội hình dưới đây được triệu tập tham dự vòng loại World Cup 2022 gặp Quần đảo Cayman và Canada vào tháng 6 năm 2021.

Số liệu thống kê tính đến ngày 5 tháng 6 năm 2021 sau trận gặp Canada.

| Số | VT | Cầu thủ                | Ngày sinh (tuổi)  | Trận | Bàn | Câu lạc bộ              |
| -- | -- | ---------------------- | ----------------- | ---- | --- | ----------------------- |
| 1  | TM | Eric Abdul             | 26 tháng 2, 1986  | 27   | 0   | Dakota                  |
| 18 | TM | Jose Cruz              | 24 tháng 11, 1993 | 1    | 0   | Deportivo Nacional      |
| 23 | TM | Gilbert Bautista       | 15 tháng 6, 1998  | 0    | 0   | La Fama                 |
|    |    |                        |                   |      |     |                         |
| 2  | HV | Mark Jacobs            | 28 tháng 5, 1999  | 8    | 0   | Bubali                  |
| 3  | HV | Nickenson Paul         | 24 tháng 8, 1997  | 17   | 0   | Dakota                  |
| 4  | HV | Darryl Bäly            | 19 tháng 1, 1998  | 2    | 0   | Volendam                |
| 5  | HV | Noah Harms             | 5 tháng 5, 1997   | 9    | 1   | VV Spijkenisse          |
| 12 | HV | Marlon Pereira         | 26 tháng 3, 1987  | 11   | 0   | SteDoCo                 |
| 15 | HV | Diederick Luydens      | 18 tháng 2, 1999  | 2    | 0   | Prespa Birlik           |
| 16 | HV | Francois Croes         | 11 tháng 10, 1990 | 24   | 0   | Estrella                |
|    |    |                        |                   |      |     |                         |
| 6  | TV | Erik Santos de Gouveia | 30 tháng 8, 1990  | 27   | 3   | Racing Club Aruba       |
| 10 | TV | Walter Bennett         | 18 tháng 3, 1997  | 7    | 0   | Racing Club Aruba       |
| 11 | TV | Edward Clarissa        | 26 tháng 3, 2000  | 5    | 0   | Deportivo Nacional      |
| 14 | TV | Jonathan Richard       | 21 tháng 6, 1991  | 2    | 0   | HBOK                    |
| 17 | TV | Ericson Croes          | 18 tháng 11, 1999 | 3    | 0   | Caiquetio               |
| 20 | TV | Jeamirr Howell         | 16 tháng 11, 1992 | 3    | 0   | Racing Club Aruba       |
| 21 | TV | Glenbert Croes         | 17 tháng 6, 2001  | 7    | 1   | Racing Club Aruba       |
| 22 | TV | Kendrick Poulina       | 10 tháng 6, 1999  | 2    | 0   | SV Britannia            |
|    |    |                        |                   |      |     |                         |
| 7  | TĐ | Javier Jiménez         | 27 tháng 5, 2000  | 5    | 0   | Brandenburger SC Süd 05 |
| 8  | TĐ | Joshua John            | 1 tháng 10, 1988  | 8    | 4   | VVV-Venlo               |
| 9  | TĐ | Terence Groothusen     | 16 tháng 9, 1996  | 8    | 2   | Alemannia Aachen        |
| 13 | TĐ | Ronald Gómez           | 25 tháng 10, 1984 | 22   | 6   | Racing Club Aruba       |
| 19 | TĐ | Fernando Lewis         | 31 tháng 1, 1993  | 2    | 0   | Quick Boys              |

### Từng được triệu tập
| Vt | Cầu thủ            | Ngày sinh (tuổi)  | Số trận | Bt | Câu lạc bộ         | Lần cuối triệu tập               |
| -- | ------------------ | ----------------- | ------- | -- | ------------------ | -------------------------------- |
| HV | Jean-Pierre Heyden | 25 tháng 2, 2000  | 5       | 0  | Dakota             | vs. Bermuda, 30 tháng 3 năm 2021 |
|    |                    |                   |         |    |                    |                                  |
| TV | Shermar Monticeuex | 7 tháng 8, 2000   | 2       | 0  | Dakota             | vs. Bermuda, 30 tháng 3 năm 2021 |
| TV | Ethan Tromp        | 17 tháng 1, 2002  | 2       | 0  | Bubali             | vs. Bermuda, 30 tháng 3 năm 2021 |
|    |                    |                   |         |    |                    |                                  |
| TĐ | Joshua Aguire      | 2 tháng 7, 2001   | 1       | 0  | Deportivo Nacional | vs. Bermuda, 30 tháng 3 năm 2021 |
| TĐ | Daniel Linscheer   | 21 tháng 1, 1994  | 3       | 0  | La Fama            | vs. Bermuda, 30 tháng 3 năm 2021 |
| TĐ | Shaquille Stamper  | 26 tháng 12, 2000 | 1       | 0  | River Plate        | vs. Bermuda, 30 tháng 3 năm 2021 |